# Internacional de Asentamientos Informales
Internacional de Asentamientos Informales (en inglés, Slum / Shack Dwellers International, SDI), es un movimiento social global sobre la pobreza en espacios urbanos que comenzó en 1996. Forma una red de organizaciones comunitarias en 33 países de África, Asia, América Latina y el Caribe.
La secretaría de Internacional de Asentamientos Informales se encuentra en Ciudad del Cabo, Sudáfrica. La presidenta actual es Sheela Patel. La mayoría de los miembros son hogares urbanos pobres alineados con movimiento okupa, en las afueras de las ciudades para acceder a las posibilidades de empleo. Tiene como objetivo garantizar que las necesidades de sus miembros estén integradas y no marginadas por las administraciones de la ciudad.
Internacional de Asentamientos Informales distribuye datos generados por la comunidad sobre ciudades y barrios marginales a través de la campaña 'Conozca su ciudad', que se lleva a cabo en asociación con Ciudades y Gobiernos Locales Unidos y Alianza de Ciudades.

## Solidaridad global
El expresidente de la organización, Jockin Arputham, dijo en 2012: "La solidaridad global de los pobres urbanos ha sido un sueño a largo plazo para muchos de nosotros en la red de la Internacional de Asentamientos Informales. Este sueño comenzó a tomar forma a principios de la década de 1990 cuando los habitantes de las chozas de los asentamientos informales de Sudáfrica comenzaron a visitar a los habitantes del pavimento que vivían en las calles de Mumbai. Desde aquellos días, la red ha crecido constantemente en número, en influencia y en su impacto en la vida cotidiana de millones de familias urbanas pobres. El aprendizaje práctico y presencial sigue siendo la principal fuerza impulsora de la red Internacional de Asentamientos Informales, que ahora se extiende desde Asia, pasando por África hasta América Latina y el Caribe (región). Con sus colectivos de ahorro centrados en las mujeres en el centro de su práctica en 34 países, Internacional de Asentamientos Informales, está forjando un nuevo sistema de organización comunitaria que se ejecuta en un hilo ininterrumpido desde el hogar hasta el asentamiento, desde el asentamiento hasta la ciudad, desde la ciudad hasta la ciudad. país y del país a la escena mundial ".

## Apoyo
Internacional de Asentamientos Informales trabaja en estrecha colaboración con las siguientes agencias internacionales: ONU Hábitat (especialmente su Programa de Red Global de Herramientas Terrestres, donde Internacional de Asentamientos Informales copreside su Junta Asesora Internacional); Cities Alliance (Internacional de Asentamientos Informales, actualmente es miembro de su Comité Ejecutivo; Unión de Ciudades y Gobiernos Locales (CGLU) con quien lanzó la campaña de alto perfil Conozca su ciudad; el Instituto de Santa Fe con el que está desarrollando una plataforma de datos de información de asentamiento informal.
Internacional de Asentamientos Informales tiene una junta asesora compuesta por habitantes de barrios marginales de India, Filipinas, Kenia y Sudáfrica, ministros de vivienda o desarrollo urbano o altos funcionarios de Sudáfrica, Uganda, India, Brasil, Sri Lanka, Noruega y Suecia.
El compromiso de Internacional de Asentamientos Informales de trabajar con los gobiernos locales y nacionales, las agencias bilaterales y multilaterales se basa en el principio de las negociaciones militantes. Este enfoque proviene de una perspectiva de que el problema de la pobreza urbana no puede abordarse a gran escala sin la colaboración directa entre las comunidades organizadas de los pobres urbanos y los actores formales del sector, especialmente los gobiernos locales. Sin embargo, ciertos activistas de derechos humanos y académicos han interpretado esto como una prueba de cooptación por parte de instituciones estatales y agencias internacionales y socavando más movimientos sociales radicales basados en los derechos. Para subrayar esta crítica, se hace referencia a los vínculos de Internacional de Asentamientos Informales con estas instituciones formales y no a su práctica y sus resultados. Esto incluye afirmaciones de que Internacional de Asentamientos Informales cuenta con el apoyo de varios intelectuales prominentes del Banco Mundial, como Arjun Appadurai- Su papel en agencias como Cities Alliance también se cita como prueba de una orientación neoliberal.
El apoyo financiero para los proyectos Internacional de Asentamientos Informales, el aprendizaje transnacional, la defensa global y el Urban Poor Fund International (UPFI) proviene de los ahorros de la comunidad, así como de una variedad de donantes internacionales que incluyen, entre otros; Sida sueca, MFA Noruega, la Fundación Bill y Melinda Gates, la Fundación Ford, Misereor y la Fundación Skoll.

## Solidaridad
Como una red de redes de comunidades de pobres urbanos, Internacional de Asentamientos Informales está comprometida con la solidaridad de base a nivel global y nacional. Tiene asociaciones y memorandos de entendimiento con Hábitat para la Humanidad y la Asociación de Escuelas de Planificación Africanas. Conserva enlaces cordiales con otras redes internacionales como WIEGO y la Comisión Huairou.
En octubre de 2009, Internacional de Asentamientos Informales hizo una declaración en solidaridad con la base de Abahlali Mjondolo cuando una milicia afiliada al ANC atacó el movimiento en el asentamiento informal de Kennedy Road en Durban. Antes de esto, Internacional de Asentamientos Informales fue acusada de apoyar la controvertida Ley de supresión y prevención de resurgimiento de asentamientos informales de KwaZulu-Natal de 2007. Internacional de Asentamientos Informales respondió que su asociación de trabajo con el gobierno provincial y el departamento de vivienda no significaba que apoyara la Ley

## Campaña 'Conoce tu ciudad'
"Conoce tu Ciudad" reunió a habitantes de barrios marginales y gobiernos locales de 103 ciudades de África, Asia y América Latina, cubriendo 1,238 asentamientos para asociarse en la creación de perfiles y mapas de barrios marginales liderados por la comunidad.
El profesor José Lobo, científico de la Universidad Estatal de Arizona y autor de un informe para la campaña, dijo en 2018: "Los asentamientos marginales no son mares indiferenciados de pobreza y miseria, ni son "problemas" para solucionar. Hay mucho conocimiento dentro de las comunidades pobres en todas partes, e incluso recursos financieros para aprovechar (piense en las asociaciones de ahorro) si a los residentes se les permite participar en el diseño e implementación de soluciones". También participaron investigadores de la Universidad de Chicago, Laboratorio Nacional Oak Ridge, la Universidad Estatal Sam Houston y el Instituto Santa Fe.

## Reconocimientos
- Los países afiliados a Internacional de Asentamientos Informales han sido galardonados con el Premio Pergamino de Honor de ONU-Hábitat : Federación SA (1995), Sheela Patel (2000), Rose Molokoane (2005), Federación de Namibia (2013)
- Miembros de Internacional de Asentamientos Informales seleccionados como Ashoka Fellows : Joel Bolnick, Anaclaudia Rossbach, Jane Weru, Andrea Bolnick.
- Celine D Cruz (India) recibió la Beca Mundial de Yale en 2003
- Jane Weru (Kenia) ganó el Premio Rockefeller Innovations en 2011
- Sheela Patel (India) recibió el Premio David Rockefeller Bridging Leadership Award en 2009,[16]
- Sheela Patel recibió el premio Padma Shri, el cuarto honor civil más alto en India, en 2011.[17][18]
- Jockin Arputham (India) recibió el Premio Magsaysay en 2000
- Jockin Arputham recibió el premio Padma Shri, el cuarto honor civil más alto en India, en 2011
- Jockin Arputham recibió el premio Skoll para el emprendimiento social en 2014
- Rose Molokoane (Sudáfrica) ganó el Premio al Logro Sobresaliente en los Premios Mujer del Año en Londres en 2007
- En 2014, Internacional de Asentamientos Informales y Jockin Arputham fueron nominados para el Premio Nobel de la Paz.[19][1]